# Аугусте Мюллер
Аугусте Мюллер (1847, Зайффен – 1930) була німецькою народною різьбяркою, яка брала участь у традиційному виготовленні дерев'яних іграшок у Зайффені. Її роботи, виготовлені з відходів деревини, зараз вважаються одними з найцінніших зразків народного мистецтва Рудних гір. Вона пішла по стопах свого батька як виробник іграшок. Мюллер була відома використанням метафор у своїх різьбленнях, які вона створювала з особливою чутливістю. Erzgebirgisches Spielzeugmuseum у Зайффені володіє деякими з її робіт, такими як релігійний "Weihnachtstempel", який вона створила у 1918 році.